# 施洛斯貝格山 (布雷根茨森林山脈)
47°21′57.3″N 9°41′53.6″E / 47.365917°N 9.698222°E

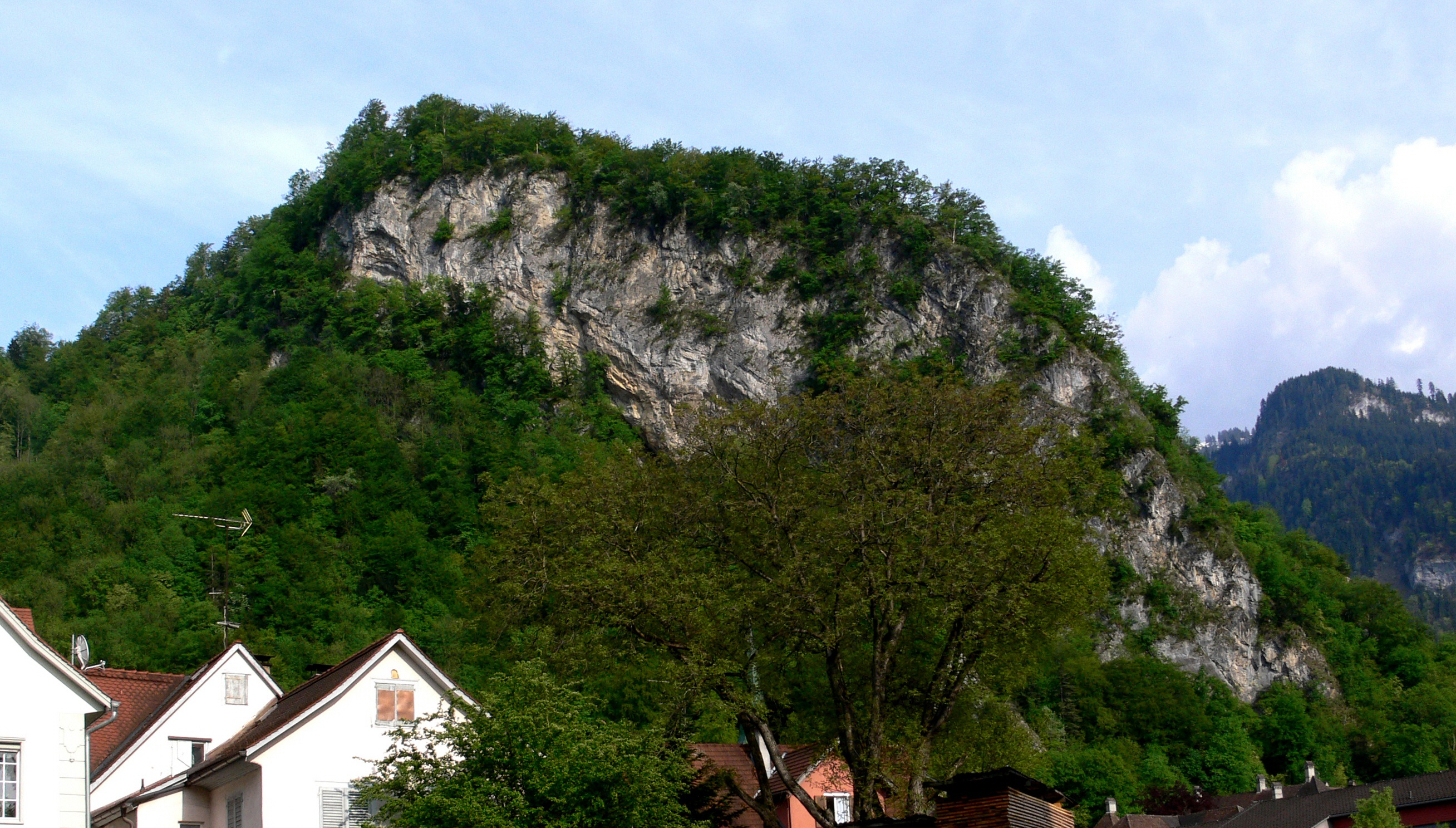

施洛斯貝格山（德語：Schlossberg），是奧地利的山峰，位於該國西部，由福拉爾貝格州負責管轄，屬於布雷根茨森林山脈的一部分，處於霍恩埃姆斯，海拔高度705米。